# Prison de Qasr

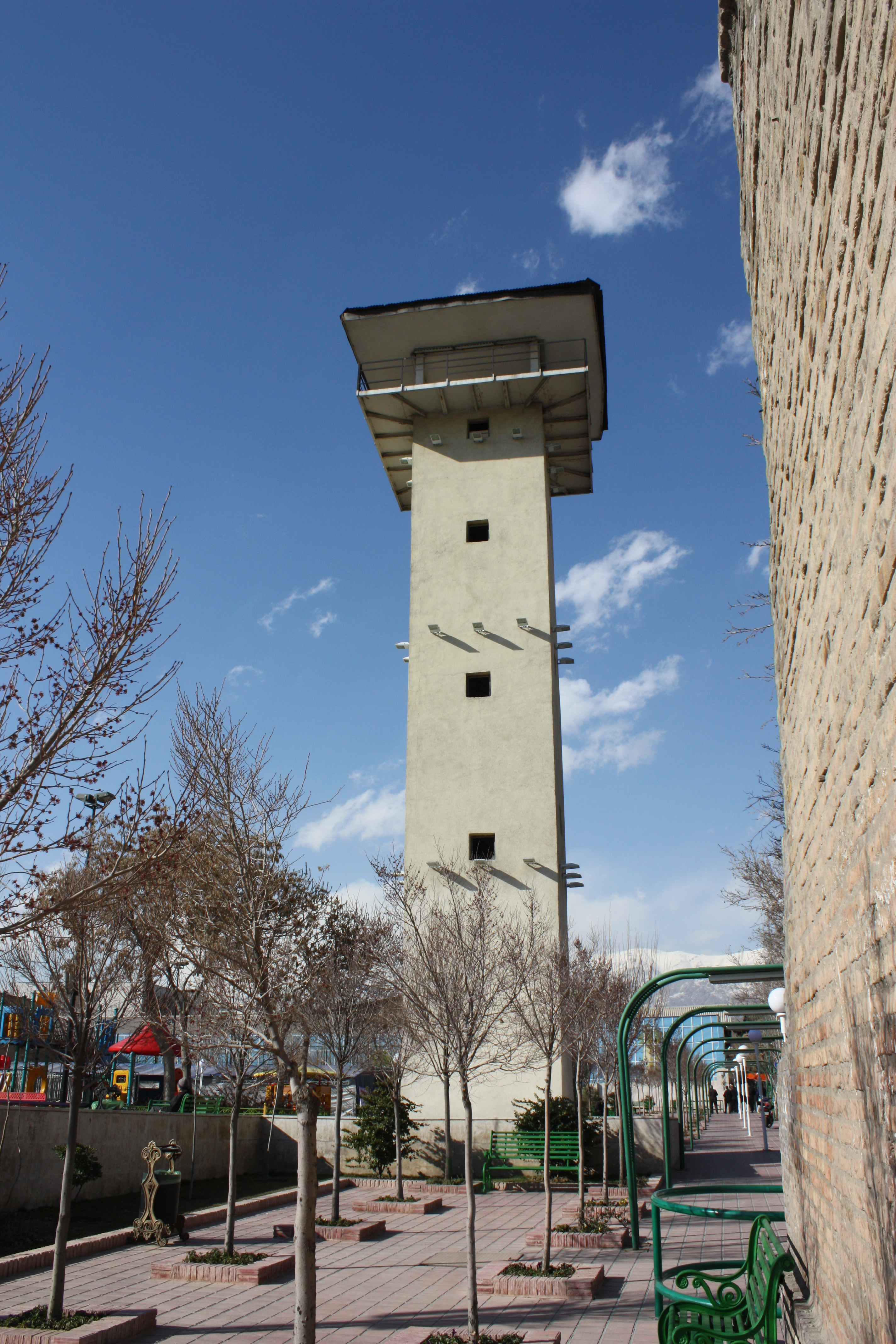
Vue de la prison.

La prison de Qasr (زندان قصر)  est une ancienne prison de Téhéran qui fut l'un des lieux de détention le plus ancien et le plus tristement célèbre d'Iran, pour les prisonniers politiques. Elle a définitivement fermé ses portes en 2008 pour être transformée en musée.

## Historique
La prison a été construite sous le règne de Fath Ali  de la dynastie Qadjare, en 1790. Ce fut la première prison de Perse, où les prisonniers bénéficiaient de droits selon la loi. La prison a reçu l'ayatollah Khomeiny pendant quelques mois après son arrestation en 1963. Après la révolution islamique de 1979, la plupart des anciens cadres, tant civils que militaires, de l'ancien régime impérial ont été détenus et exécutés dans cette prison. Parmi eux, l'on peut distinguer le général Nader Djahanbani ou Amir Hossein Rabii. Parmi les tortionnaires figure notamment le Dr Ahmad Ahmadi.

## Galerie

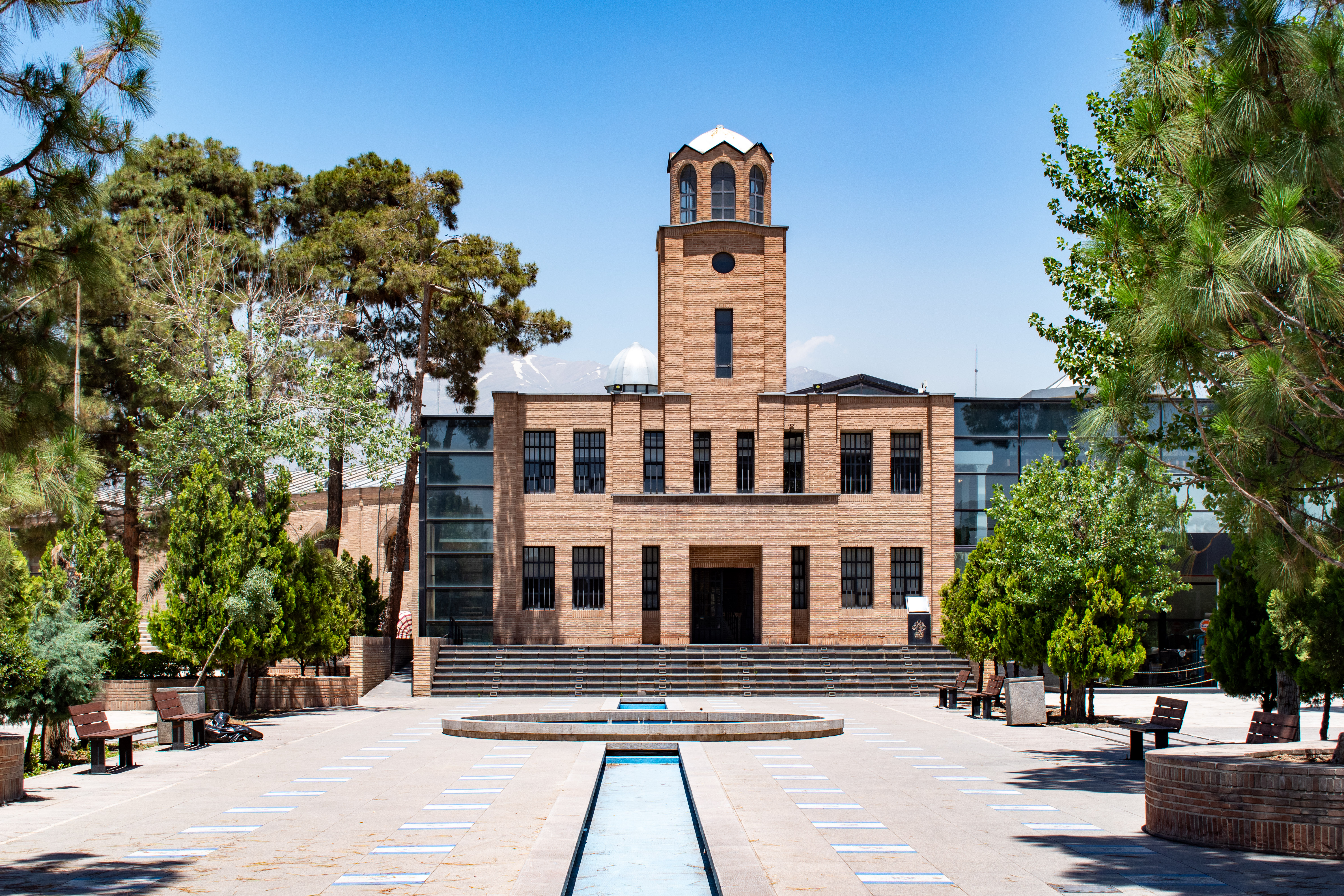
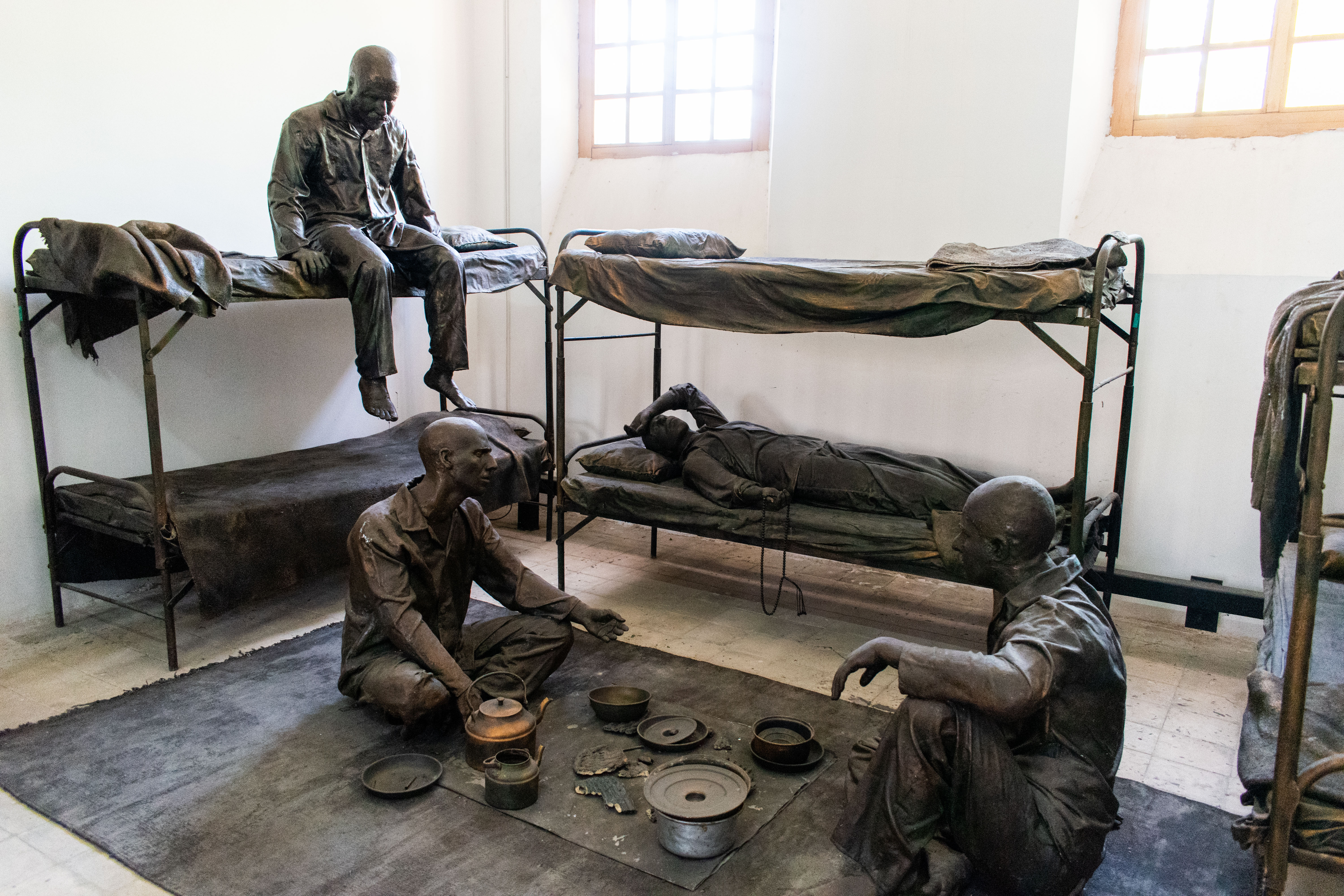
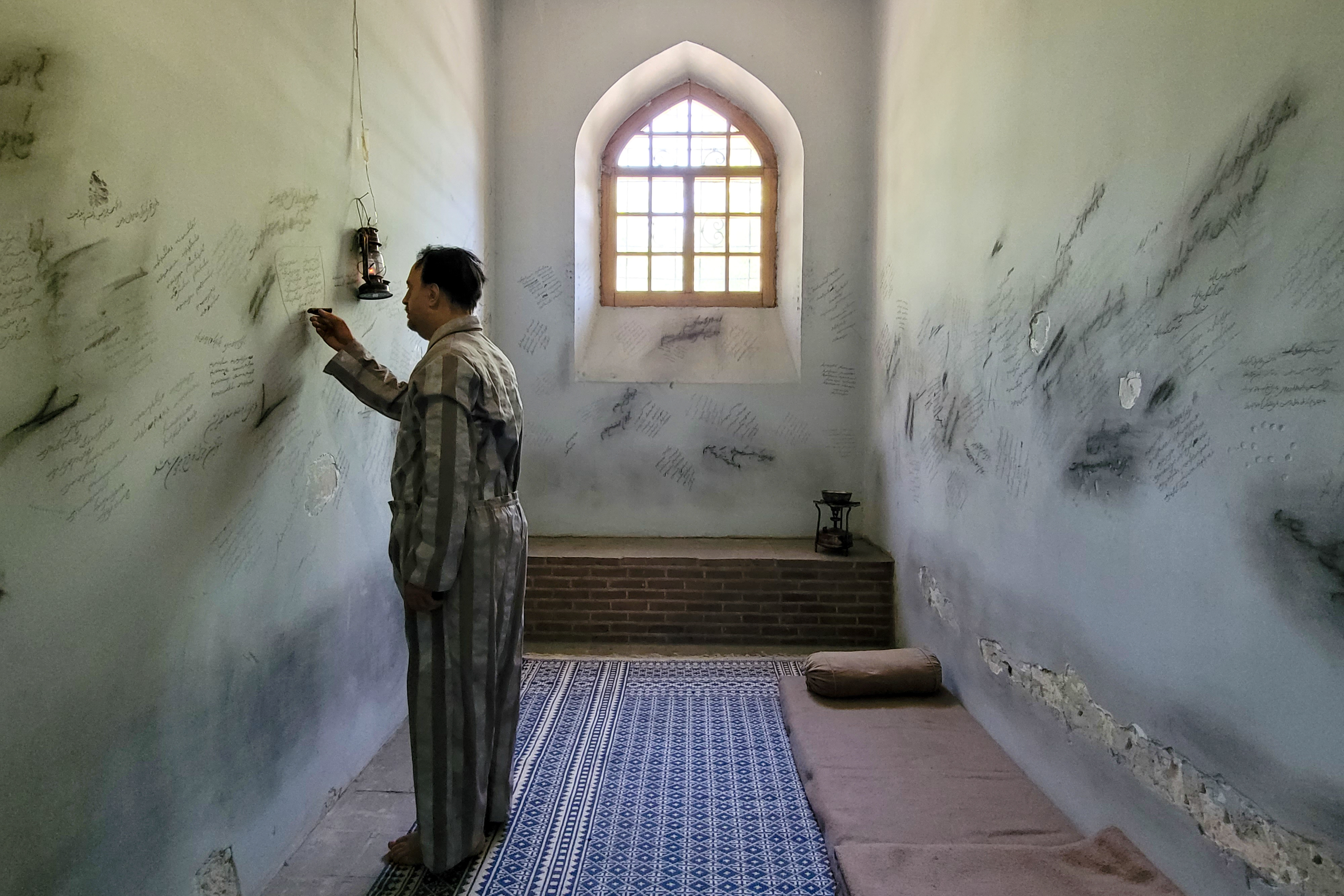
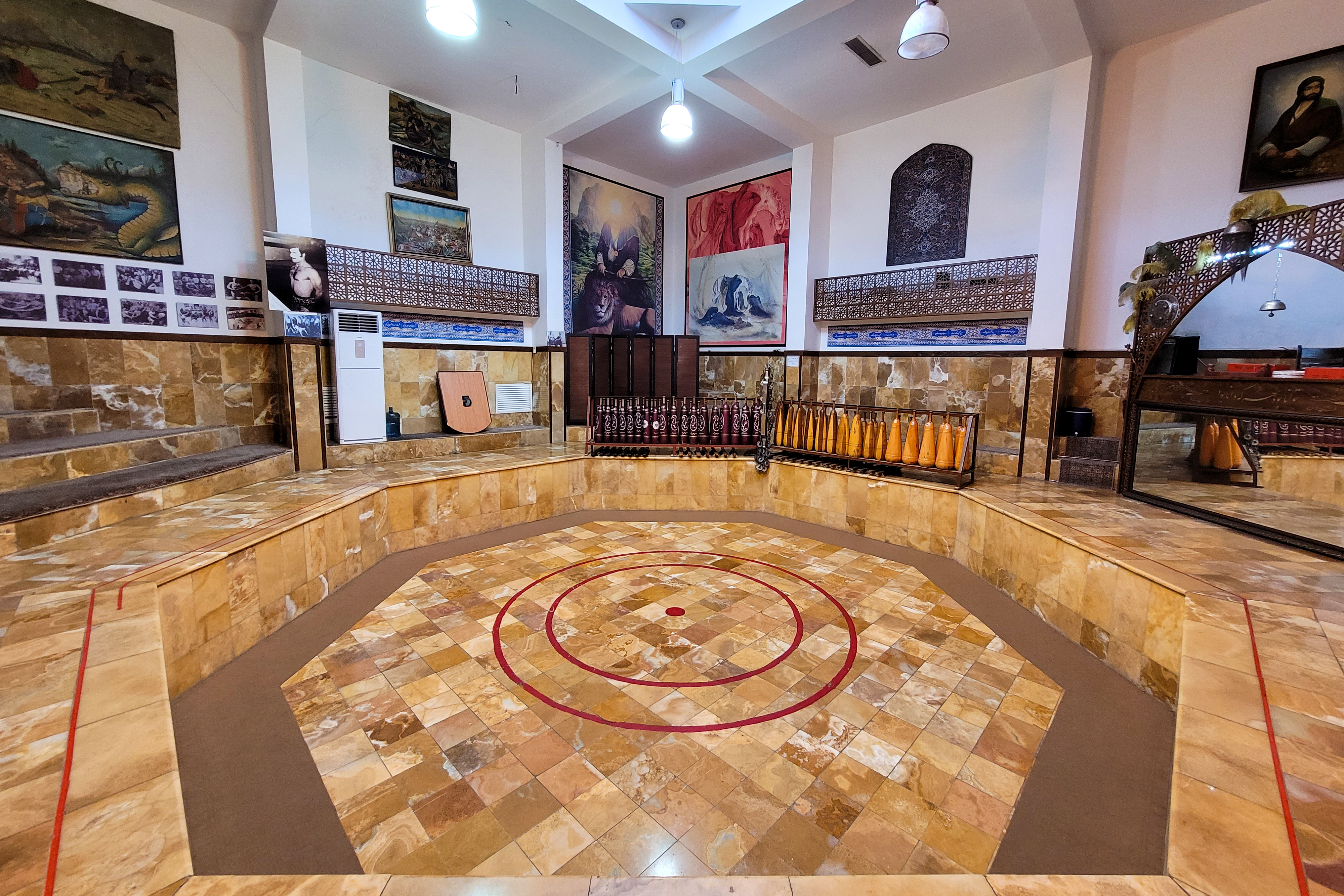
Un zurkhaneh pour la pratique du Varzesh-e Pahlavani.
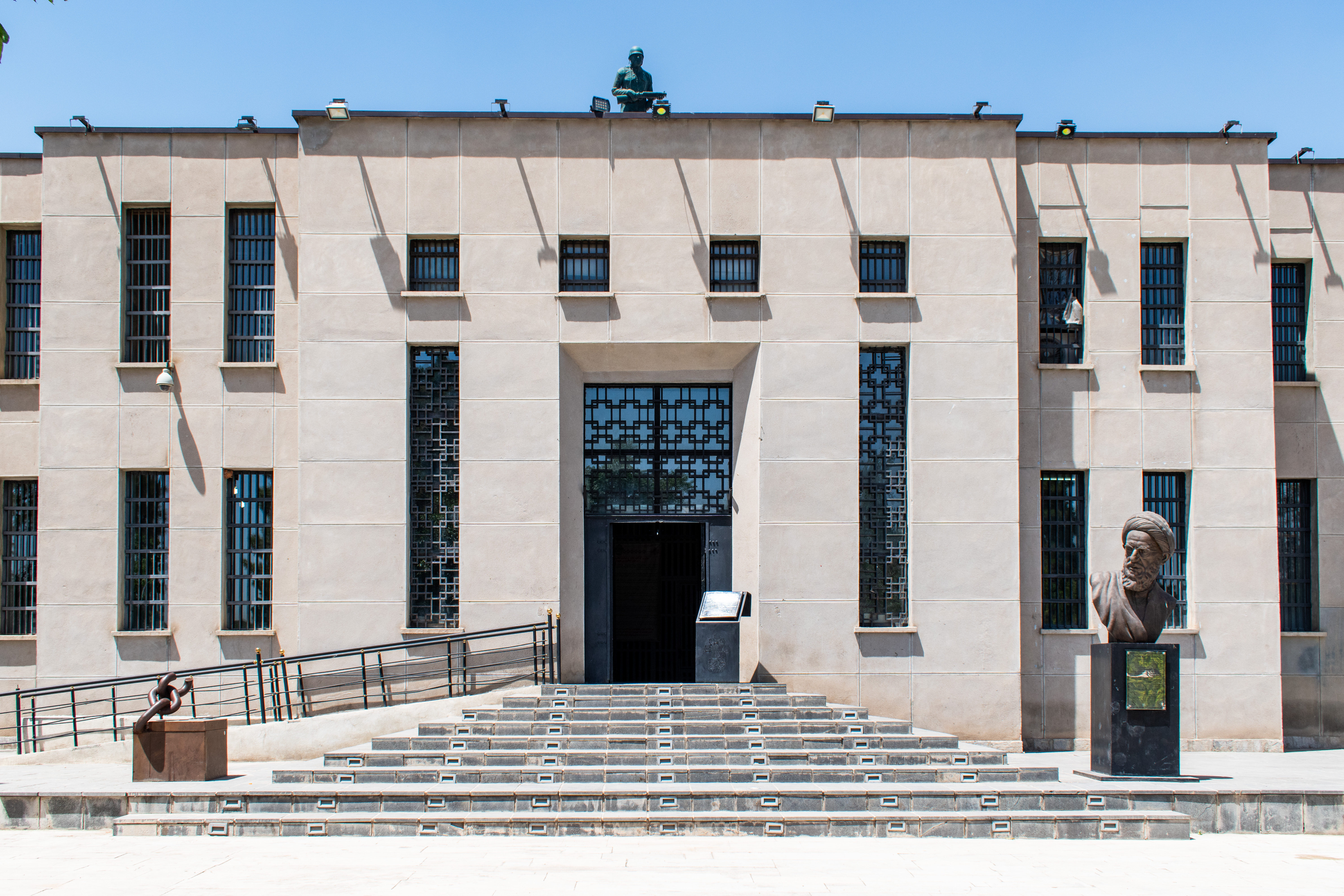
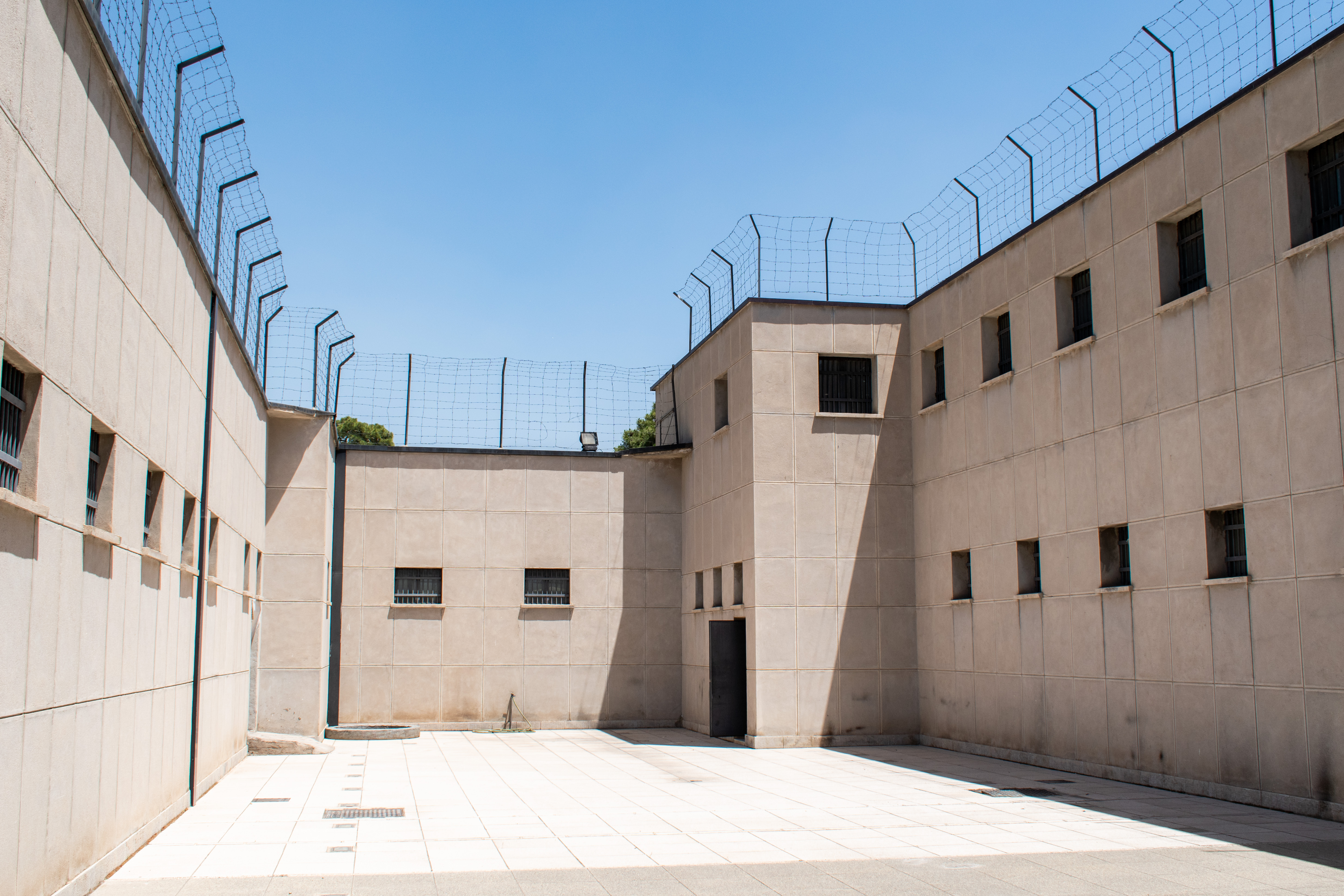
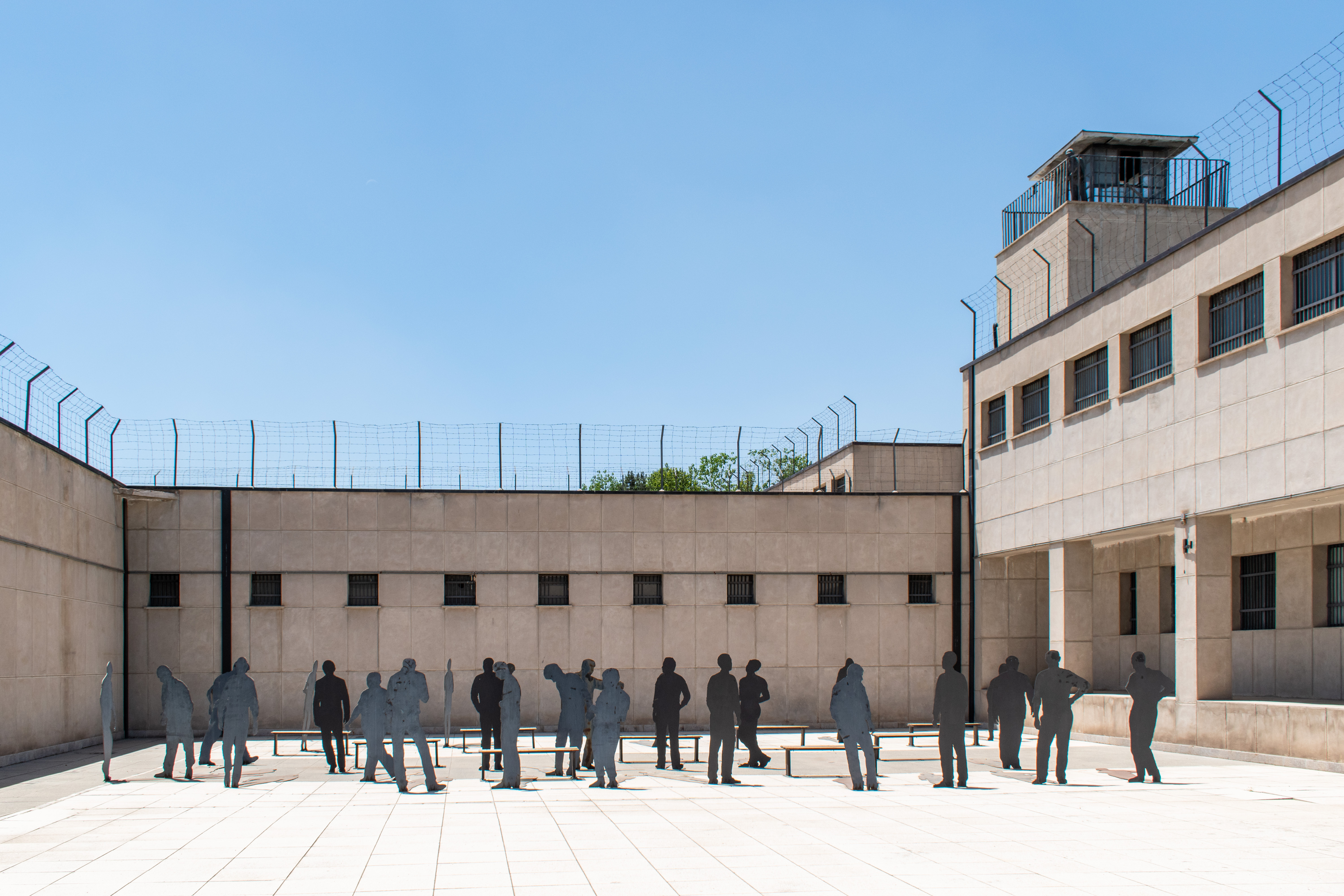
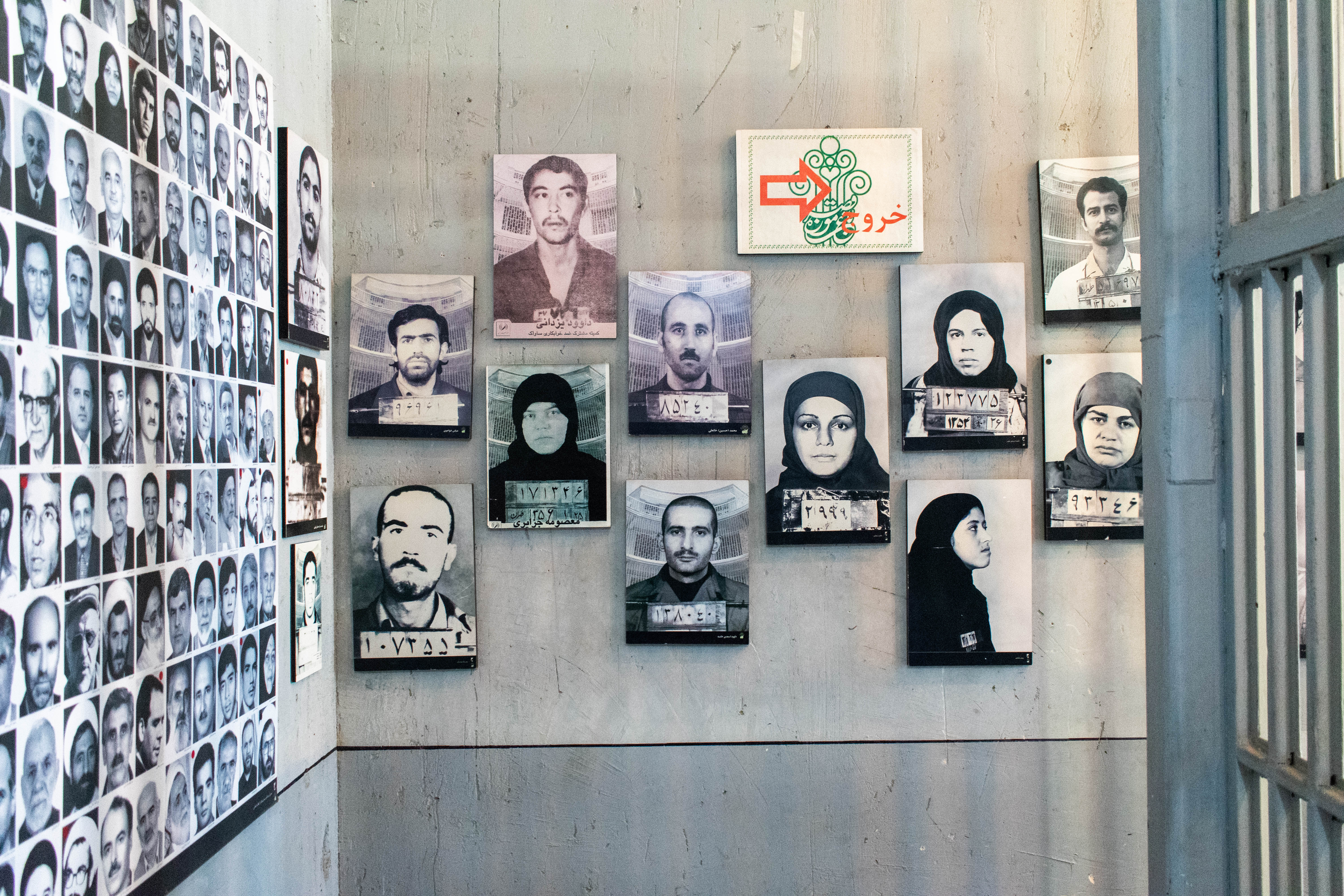
Des photographies d'identité judiciaire d'anciens détenus.

## Source
- (en) Cet article est partiellement ou en totalité issu de l’article de Wikipédia en anglais intitulé « Qasr Prison » (voir la liste des auteurs).